# Natalia Mann
Natalia Mann (* 14. November 1987 in Chevy Chase, Maryland) ist eine ehemalige US-amerikanische Fußballspielerin.

## Karriere
Mann startete ihre Karriere im Frühjahr 1999 mit dem Bethesda Soccer Club Excel team, bei dem sie auch während ihrer High-School Jahre an der Bethesda-Chevy Chase High School in Montgomery County in Maryland spielte. Sie spielte also von 1999 zweigleisig im Clubfußball für den Bethesda Soccer Club und das Women Soccer Team Barons, im Rahmen der schulischen Ausbildung an der Chevy Chase High. Nach ihrem High-School-Abschluss 2004 schloss sie sich im September 2004 der Yale University an. Dort spielte sie fünf Jahre für das Bulldogs Women Soccerteam. Im Frühling 2007 siedelte sie als Austauschstudentin für paar Monate nach Argentinien an die Universidad de Buenos Aires über und hielt sich in dieser Zeit bei kleinen Männerfußballvereinen fit. Nach ihrer Rückkehr im Sommer 2007 folgten eineinhalb weitere Jahre an der Yale University, bevor sie im Februar 2009 nach Argentinien zurückkehrte. Dort unterschrieb sie im Frühjahr 2009 beim argentinischen Top-Verein River Plate Buenos Aires. Im Sommer 2011 wechselte sie nach Deutschland, zum damaligen 2. Bundesliga Süd Verein VfL Sindelfingen. Nach zwei Jahren und 40 Spielen für den VfL Sindelfingen, wechselte sie am 24. August 2013 zum SGS Essen. Nach nur einer Saison in Essen, verließ sie Essen und beendete aufgrund einer Sportinvalidität ihre Karriere. Ein eventuelles Comeback, stellte ihr der Verein jedoch in naher Zukunft in Aussicht.

## Erfolge
- Ivy League Player of the Year 2009[8]
- Torschützenkönigin der 2. Bundesliga Süd 2012[9]